# Кадырбекова, Гульжамиля Ихсановна
Гульжамиля́ Ихса́новна Кадырбе́кова (каз. Гүлжәмилә Ихсанқызы Қадырбекова; eng. Gulzhamilya Kadyrbekova; род. 1949, Алма-Ата, Казахская ССР) — казахстанская пианистка, профессор Искусствоведение (1994). Народная артистка Казахской ССР (1991). Заслуженная артистка Казахской ССР (1982). Профессор Казахской национальной консерватории им. Курмангазы.  

## Биография
В 1972 окончила Московскую государственную консерваторию им. П.И. Чайковского, ученица Заслуженного артиста РСФСР, профессора Г. Б. Аксельрода. В 1974 году становится солисткой Казахской государственной филармонии им. Жамбыла, одновременно преподаёт в Казахской национальной консерватории им. Курмангазы, где в 1984 году становится доцентом, а в 1994 году - профессором (ВАК). В своём репертуаре обращается как к произведениям мировой и российской классики, так и к сочинениям казахских композиторов.

## Награды
- 1980 — 1-я премия Международного конкурса музыки и танца имени Джованни Баттисты Виотти (Верчелли)[1]
- 1982 — Заслуженная артистка Казахской ССР
- 1991 — Народная артистка Казахской ССР
- 1994 — профессор Искусствоведение
- 1998 — Медаль «Астана»
- 2005 — Орден Курмет[1]
- 2010 — Орден Парасат[4].